# Dame (Spielkarte)

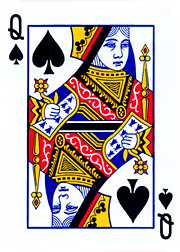
Die Pik-Dame im anglo-amerikanischen Blatt

Die Dame, im historischen Kartenblätter auch die Königin, ist ein Kartenwert einer Spielkarte, die in vielen verschiedenen Kartenblättern auftaucht, auf der meist eine bedeutende Frau abgebildet ist. Abgekürzt wird sie mit dem Anfangsbuchstaben der Sprache, in der die jeweilige Ausgabe genutzt wird. Also „D“ (für Dame) im französischen Blatt, „Q“ (für queen) im anglo-amerikanischen oder „V“ (für Vrouw) im niederländischen Blatt.
Im deutschen Blatt taucht die Dame als Ober auf.

## In den Kartenspielen
Die Rangfolge der Dame ist gewöhnlich so, als ob sie die Spielkarte mit der Nummer 12 wäre.
Die Dame ist im Kartenspiel Poker noch vor dem Buben und hinter dem König die drittbeste Spielkarte, es gibt somit 10 schlechtere Spielkarten.
Beim Doppelkopf haben die Kreuz-Damen eine Sonderrolle im Spielablauf („Alte“).
Im Spiel Kaschlan ist die Karo-Dame die höchste Karte.

## Die besondere „Herz-Dame“
- Die Herz-Dame (als „Herzkönigin“) ist eine wichtige Figur in Alice im Wunderland.
- Angeblich stellt die Herz-Dame im englischen Blatt Elizabeth of York dar. Auf englischen Karten sind jedoch offiziell keine echten Personen abgebildet.